# Copa CECAFA 1974
La Copa CECAFA de 1974 fue la segunda edición del campeonato regional del África del Este.
Todos los partidos se jugaron en Dar Es Salaam del 10 de octubre hasta el 17 de octubre.

## Grupo A
| Equipo   | Pts | Pld | W | D | L | GF | GA | GD |
| -------- | --- | --- | - | - | - | -- | -- | -- |
| Tanzania | 3   | 2   | 1 | 1 | 0 | 1  | 0  | +1 |
| Zambia   | 2   | 2   | 1 | 0 | 1 | 3  | 3  | 0  |
| Kenia    | 1   | 2   | 0 | 1 | 1 | 2  | 3  | -1 |

| 10 de octubre de 1974 | Tanzania | 0:0 | Kenia | Estadio Nacional de Dar Es Salaam, Dar Es Salaam |  |

| 12 de octubre de 1974 | Kenia | 2:3 | Zambia | Estadio Nacional de Dar Es Salaam, Dar Es Salaam |  |

| 14 de octubre de 1974 | Zambia | 0:1 | Tanzania | Estadio Nacional de Dar Es Salaam, Dar Es Salaam |  |

## Grupo B
| Equipo   | Pts | Pld | W | D | L | GF | GA | GD |
| -------- | --- | --- | - | - | - | -- | -- | -- |
| Uganda   | 3   | 2   | 1 | 1 | 0 | 3  | 2  | +1 |
| Zanzíbar | 2   | 2   | 1 | 0 | 1 | 3  | 3  | 0  |
| Somalia  | 1   | 2   | 0 | 1 | 1 | 2  | 3  | -1 |

| 11 de octubre de 1974 | Uganda | 2:1 | Zanzíbar | Estadio Nacional de Dar Es Salaam, Dar Es Salaam |  |

| 13 de octubre de 1974 | Zanzíbar | 2:1 | Somalia | Estadio Nacional de Dar Es Salaam, Dar Es Salaam |  |

| 15 de octubre de 1974 | Somalia | 1:1 | Uganda | Estadio Nacional de Dar Es Salaam, Dar Es Salaam |  |

## Final
| 17 de octubre de 1974 | Tanzania | 1:1 (5:3 p.) | Uganda | Estadio Nacional de Dar Es Salaam, Dar Es Salaam |  |

| Tanzania         |
| Campeón Tanzania |
| Primer título    |